# Gisleen van Vlemmeren
Franciscus Ludovicus Gislenus (Gisleen) van Vlemmeren (Sint-Niklaas, 23 augustus 1844 – Sint-Niklaas, 22 juli 1915) was een Belgisch dirigent en componist.
Hij was zoon van Maria Ludovica Josepha Verhagen en winkelier Joannes Josephus Van Vlemmeren. Zelf was hij getrouwd met Leonia Maria Van Spaendonck. Hij was drager van het burgerkruis 1e klasse.
Zijn opleiding begon aan de Broederschool, waar hij muzieklessen kreeg van Maurice De Windt. Vervolgens kwam er de muziekopleiding aan de Vlaamse Muziekschool te Antwerpen. Een van zijn docenten was Peter Benoit. Hij werd vervolgens dirigent van de "Koninklijke Zangvereniging Vooruit" (1870-1895) als ook van de "Harmonie van de Wezenkring" (1876-1882) in zijn geboortestad en een harmonieorkest in Hulst.
Zijn grootste invloed in Sint-Niklaas en omgeving was de oprichting van de Muziekschool Sint-Niklaas, waar hij in eerste instantie docent (piano, notenleer, koperblazer) en waarnemend directeur was. Die laatste functie zou hij vervullen tot aan de Eerste Wereldoorlog (1914). Hij was docent van de latere beiaardier Alfons Rolliers, in 1897 opvolger van Van Vlemmeren bij "Vooruit".
Van Vlemmeren was bij uitstek componist van gelegenheidsmuziek:
- 1890: Heilzang, cantate voor de inhuldiging van de bisschop
- 1897: Welkomstgroet, ter verwelkoming van Prins Albert
- Jubelcantate Leo XIII (zeer gewaardeerd door Benoit)

Voor schreef hij liederen, werken voor harmonieorkest en een aantal zangspelen: Rozenmarijntje (1880), Dorpsmeester en Philips de Schone (1886). Van zijn werken is in de 21e eeuw nauwelijks iets terug te vinden,
Voor onderwijzers schreef hij: Notenzangboek ten gebruike van de lage klassen der muziekscholen als ook voor normaalscholen, atheneums, collegiën, pensionaten en middelbare scholen.